# Армія визволення Палестини
Армія визволення Палестини (араб. جيش التحرير الفلسطيني, скорочено АВП) — палестинська терористична воєнізована організація, створена в 1964 році як офіційне бойове крило Організації визволення Палестини (ОВП).
Брала участь у кількох збройних конфліктах з Ізраїлем. Незважаючи на те, що угруповання формально було складовою частиною ОВП, фактично діяла як самостійна організація.
Характеризується як терористичне угрупування.

## Участь у бойових діях
Армія визволення Палестини брала участь у кількох війнах і збройних конфліктах:
- в бойових діях проти ізраїльської армії в Шестиденній війні;
- в бойових діях проти йорданської армії в ході подій «Чорного вересня», де 16 вересня 1970 року «головнокомандуючим АВП» стає Ясір Арафат[3][4];
- в ході Війни Судного дня бригада «Айн Джаллут» билася на синайському фронті, а «Хітин» і «Кадісія» — на сирійському;
- у громадянській війні в Лівані 1975—1976 року — проти християнських збройних формувань;
- в Ліванській війні 1982 року — проти ізраїльської армії, християнських воєнізованих формувань і Армії Південного Лівану.

## Сучасний стан
Після підписання в 1993 році угод в Осло, частина особового складу повернулася на територію утвореної в результаті Палестинської національної адміністрації (ПНА), ними були частково укомплектовані підрозділи сил безпеки ПНА.
Підрозділи АВП на території Сирії зберігають лояльність сирійському уряду. 28 квітня 2011 року начальник генерального штабу АВП, генерал Тарік Аль-Хадраа виступив на підтримку уряду Сирії, засудивши «інформаційну війну і підривну діяльність проти Сирії з боку західних країн».